# Freeheld
Freeheld  (Freeheld, un amor incondicional en España) es una película dramática estadounidense estrenada el 16 de diciembre de 2015 dirigida por Peter Sollett y escrita por Ron Nyswaner. Los protagonistas son Julianne Moore, Elliot Page, Steve Carrell, Luke Grimes y Michael Shannon. 
Está basada en el cortometraje documental homónimo sobre la lucha de la oficial de policía Laurel Hester contra el condado de Ocean (New Jersey) para permitir la transferencia de sus beneficios de pensión a su pareja sentimental, después de ser diagnosticada con cáncer terminal. 

## Sinopsis
La película está basada en la historia verdadera de Laurel Hester (Moore), una oficial de policía en el Condado Ocean, Nueva Jersey. Tras ser diagnosticada como enferma de cáncer terminal en 2005, Hester apeló repetidamente en la Junta del Condado en un intento de asegurar que sus beneficios de pensión serían transferidos a su pareja sentimental Stacie Andree (Page).

## Reparto
- Julianne Moore - Laurel Hester (oficial de policía de New Jersey, diagnosticada de cáncer terminal).[3]
- Elliot Page (acreditado como Ellen Page) - Stacie Andree (mecánica y pareja de Hester).[4]
- Steve Carrell - Steven Goldstein (fundador y presidente de Garden State Equality).[2]
- Luke Grimes - Todd Belkin (colega gay de Hester).
- Michael Shannon - Dane Wells (policía de apoyo de Hester).[5]

## Producción

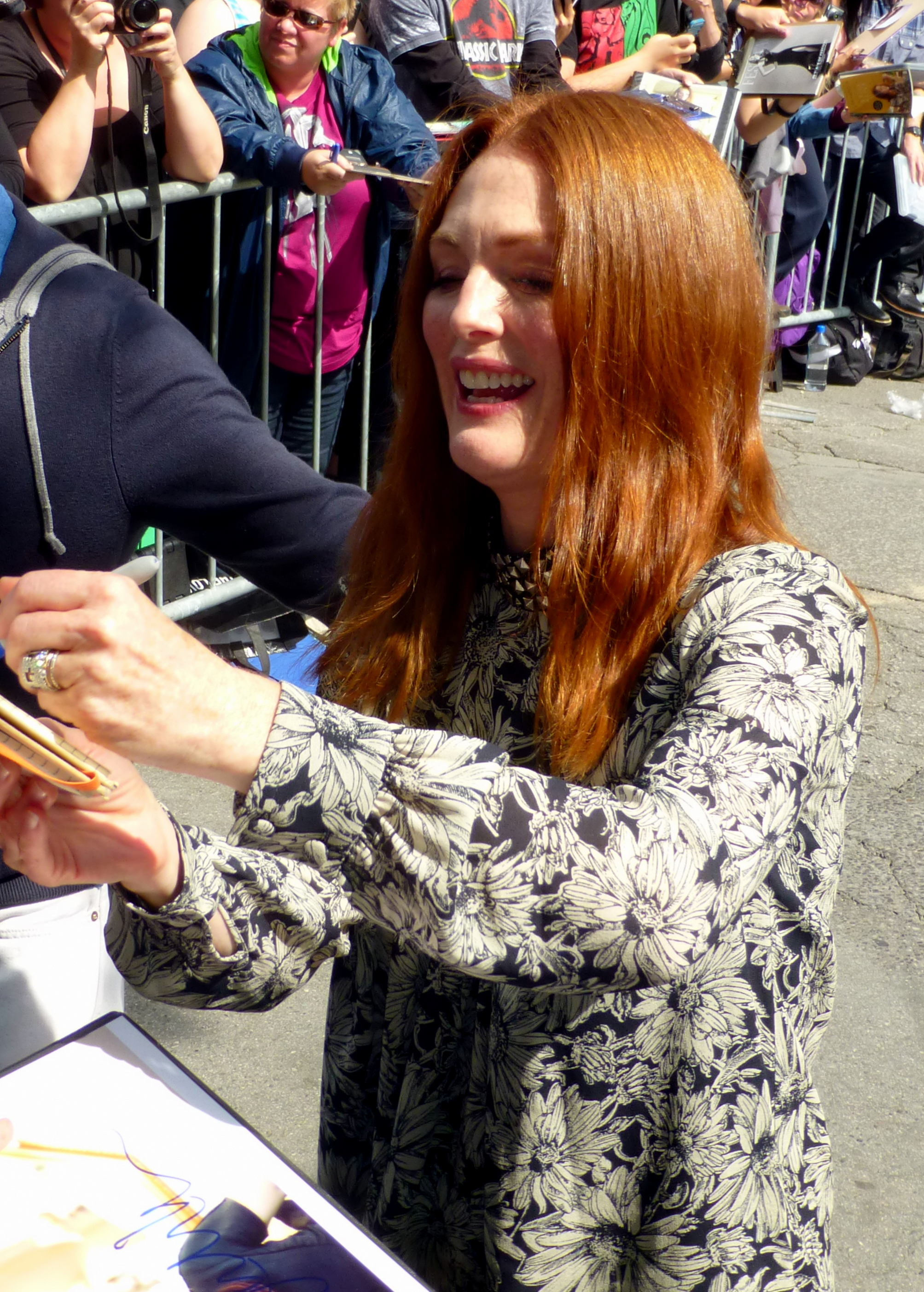
Julianne Moore en el Festival de Cine de Toronto de 2015 durante la presentación de la película

El guionista Ron Nyswaner anunció su intención en 2010 de escribir una adaptación del cortometraje Freeheld (2007) dirigido por Cynthia Wade. El cortometraje trataba sobre una oficial de policía de Jersey, Laurel Hester, que luchó contra el Condado de Ocean y con la New Jersey board de Chosen Freeholders para transferir sus beneficios de pensión a su pareja, Stacie Andree, tras ser diagnosticada con cáncer terminal. Elliot Page anunció su deseo de ser Andree y en 2014 indicó que había estado implicada en el desarrollo del proyecto durante casi seis años.
Catharine Hardwicke fue contratada como directora en una primera etapa de desarrollo de la película pero posteriormente se retiró. La financiación de la película fue asegurada en agosto de 2012 y Peter Sollett fue contratado para reemplazar a Hardwicke como director. Julianne Moore se unió al reparto como Hester en febrero de 2014. Zach Galifianakis se unió al reparto como Steven Goldstein, el fundador y presidente de Garden State Equality, pero más tarde fue reemplazado por Steve Carrell.

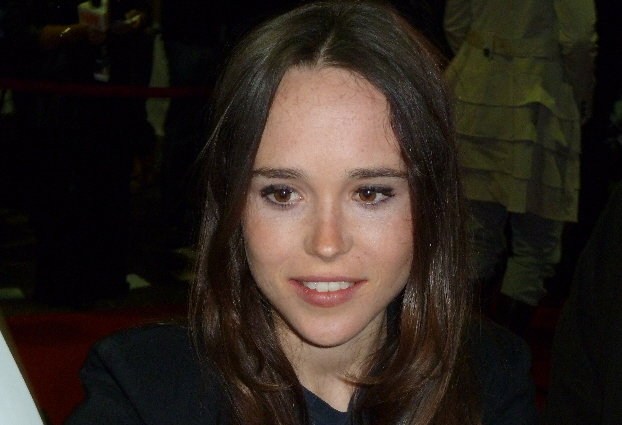
Elliot Page ya manifestó en 2010 su deseo de participar en la película

Aunque la trama de la película se sitúa en Nueva Jersey, se rodó en Nueva York debido a los incentivos fiscales para cineastas. El rodaje comenzó en octubre de 2014 en Queens. No obstante, hay algunas escenas que sufrieron cambios de ubicación: la que iba a rodarse en el instituto católico Salesiano de Nueva Rochelle (Nueva York) se cambió cuando el director de la escuela revocó el permiso para rodar en el campus de la escuela; otra escena, en la cual Hester miente en una habitación del Hospital, se rodó en el centro municipal de Greenburgh (Nueva York), y la sala de sesiones que evoca a la ciudad Norte Hempstead (Nueva York) se utilizó como localización para la de Ocean.
La banda sonora de la película incluye la canción Hands of Love escrita por Linda Perry e interpretada por Miley Cyrus como primer sencillo de la banda sonora.

### Estreno
En febrero de 2015 Lionsgate Films adquirió los derechos de distribución de la película y tuvo dos estrenos: uno limitado el 2 de octubre y el más amplio el 16 de octubre.

## Recepción
La película tuvo su estreno mundial en el Festival Internacional de Cine de Toronto, en donde recibió críticas favorables. David Rooney de The Hollywood Reporter, escribió: "Un conmovedor trabajo de Julianne Moore y Ellen Page en sus papeles protagonistas proveen algo de jugo emocional, pero la interpretación más convincente es la de Michael Shannon en un papel secundario clave. Por otra parte, esta es una película que se adhiere a las expectativas a cada paso del camino. La película hace exactamente lo que se propone, lo que dejará a muchas audiencias satisfechas. Es un noble drama lacrimógeno. Pero parece legítimo esperar algo menos pedestre del director Peter Sollett, quién dotó de más corazón y carácter intimo a 'Camino a casa' o 'Nick y Norah, una noche de amor y música'. La interpretación de Moore es conmovedora pero la desgarradora trayectoria parece una repetición de algo que ya hemos visto de ella recientemente en una versión superior. El único error en el reparto es el ridículo y exhibicionista número de Steve Carell como el excéntrico activista LGTB."
Nigel M. Smith, de The Guardian, escribió: "Una película que debería ser urgente e hija de su tiempo, pero en lugar de eso resulta tópica y aburrida a causa de la dirección poco profesional de Sollet."
Justin Chang, de Variety, escribió: "A pesar de una creíble y emotiva historia de amor a través de las sólidas interpretaciones de Julianne Moore y Ellen Page, la película de Peter Sollett es un vehículo inspiracional autocomplaciente y opresivamente respetable".
Steve Pond, de The Wrap, fue más favorable hacia la película: "Un intento honorable y emotivo. No es una gran película, pero es una gran historia contada con cariño y corazón".
Rodrigo Pérez, de Indiewire, escribió: "Moore es, naturalmente, lo mejor de la película, pero como en 'Still Alice', es la única luz en una historia bastante tópica".